# 鶴王
鶴王（たづおう、生年不詳 - 文和2年/正平8年11月9日（1353年12月5日））は、日本の南北朝時代の女性。室町幕府初代将軍・足利尊氏の娘。
生まれた年ははっきりしない。『諸家系図纂』に収める北条家の系図に、尊氏の正室・登子が産んだ娘として「宮妃」と記され、同じく足利家の系図に、やはり登子の娘として「女子　崇光院后妃、母義詮基氏同」とあるのが、この鶴王である。
康永4年（1345年）1月28日、当時左大臣であった洞院公賢のもとに、尊氏から使者が派遣され「書状を遣わさなければならない事情ができて、自分の娘のことをその書状に載せるのに「姫君」という表現を使うのですがどうしたものでしょうか」という質問を伝えた。公賢は「摂関家以外では必ず姫君と呼ばなければならないということはありませんが、実情は各自の判断で使っていますので、適宜判断されればよろしいでしょう」と返答している。ここで問題になっている尊氏の娘も、鶴王であると推測されている。
鶴王は、文和2年（1353年）10月ごろから病気にかかり、医術の治療や陰陽道の呪術が施されたのはもちろん、父・尊氏の護持僧三宝院賢俊をはじめとする高位聖職者たちが病気平癒の祈禱を行うが効き目がなく、11月1日には、前天台座主で青蓮院門跡・尊円法親王にも同様の祈禱が依頼され、尊円は6日から除病延寿の効験があるとされる冥道供の勤修を開始している。当時の仏教界の最高権威を総動員して祈禱が行われていることから、両親の溺愛ぶりがうかがえる。しかし、不幸にして鶴王は11月9日に死去してしまった。
三回忌となる文和4年（1355年）には、従一位の位階が追贈されている。このときにはじめて諱を「頼子」と命名された。また『諸系図』に収める足利家の系図には、尊氏の娘として「女　霊寿院贈一品大夫人」とあり、天皇の妻として皇后、妃に次ぐ地位を意味する官職である「夫人」をあわせて追贈されたことが推測される。先述の洞院公賢はこのとき前太政大臣であったが、有職故実の大家として公武の尊敬を集めており、11月4日、この案件の担当者に指名された柳原忠光から指導を仰ぐ書状を受け取っている。忠光が気にしていたのは、宣下の式次第のほか「無位の人への贈位に先例があるか」という点と「11月21日の新嘗祭に向けた物忌みの最中に贈位を行ってもかまわないか」という点であった。公賢は、前者については「内親王などのほかには覚えがない」と答え、後者については「外記に命じてよく先例を調査させ、それに沿って決定されるべきではないか」とアドバイスしている。公賢の日記『園太暦』の同日条には「無位から従一位への直叙は人臣では未曾有のことではなかろうか。まして神事の最中の贈位とは納得がいかない」と不満を記している。もっとも、尊氏夫妻のお声掛かりの贈位に誰も反対できるはずもなく、11月9日の鶴王の命日に間に合わせたいという尊氏の意向が尊重され、結局は翌々日の6日には従一位の位記があわただしく作成されて交付されている。ちなみに、忠光と公賢が気にかけていたこの年の新嘗祭は「費用が調達できない」という理由で中止になっている。